# Search (Fernsehserie)
Search (Originaltitel: Arayış) ist eine türkische Fernsehserie, die von der Produktionsfirma Ay Yapım für die Walt Disney Company umgesetzt wurde. In der Türkei fand die Premiere der Serie am 14. Juni 2023 als Original durch Disney+ via Star statt. Im deutschsprachigen Raum erfolgte die Erstveröffentlichung der Serie am selben Tag durch Disney+ via Star.

## Handlung
Nisan, eine unglückliche, schwerkranke und verzweifelte Frau, die sich in der Hektik des Stadtlebens gefangen fühlt, stößt auf der Suche nach ihrer Freundin, die nach einer gemeinsamen Heilungssitzung verschwunden ist, auf eine zwielichtige Sekte. Trotz all ihrer Zweifel kann Nisan den Versprechungen der Sekte nicht widerstehen und begibt sich an der Seite des mysteriösen Sektenmitglieds Tufan auf einen Pfad voller unbekannter Geheimnisse und Gefahren.

## Besetzung
| Rolle  | Schauspieler       |
| ------ | ------------------ |
| Nisan  | Aslı Enver         |
| Tufan  | Mehmet Günsür      |
| Azra   | Defne Kayalar      |
| Emin   | Erol Babaoğlu      |
| Sema   | İpek Türktan       |
| Veysi  | Erdem Şenocak      |
| Meliha | Begüm Akkaya       |
| Begüm  | Şeyma Gökçe Cengiz |
| Cem    | Onur Ünsal         |
| Eylül  | Eylem Yıldız       |
| Anıl   | Oral Özer          |
| Taner  | Ali Yoğurtçuoğlu   |

## Episodenliste
| Nr. | Deutscher Titel | Originaltitel | Erstveröffentlichung (Türkei) | Deutschsprachige Erstveröffentlichung (D/A/CH) |
| --- | --------------- | ------------- | ----------------------------- | ---------------------------------------------- |
| 1   | Folge 1         | Bölüm 1       | 14. Juni 2023                 | 14. Juni 2023                                  |
| 2   | Folge 2         | Bölüm 2       | 14. Juni 2023                 | 14. Juni 2023                                  |
| 3   | Folge 3         | Bölüm 3       | 14. Juni 2023                 | 14. Juni 2023                                  |
| 4   | Folge 4         | Bölüm 4       | 14. Juni 2023                 | 14. Juni 2023                                  |
| 5   | Folge 5         | Bölüm 5       | 14. Juni 2023                 | 14. Juni 2023                                  |
| 6   | Folge 6         | Bölüm 6       | 14. Juni 2023                 | 14. Juni 2023                                  |